# Paenitemini
Paenitemini è una costituzione apostolica di papa Paolo VI, pubblicata il 17 febbraio 1966, ed ha come argomento la penitenza cristiana, la sua autentica comprensione, e l'adeguamento di essa al mondo contemporaneo, secondo gli orientamenti del Concilio Vaticano II.

## Struttura
- Introduzione
- I parte
  - Atto religioso, personale che ha come termine l'amore
  - Intimo e totale cambiamento di tutto l'uomo
  - Partecipazione ai patimenti di Cristo
- II parte
  - La vera penitenza è anche ascesi fisica
- III parte
  - Volontario esercizio di azioni esteriori
  - Alcuni giorni e tempi penitenziali